# Dillwynella modesta
Dillwynella modesta är en snäckart som beskrevs av Dall 1889. Dillwynella modesta ingår i släktet Dillwynella och familjen Skeneidae. Inga underarter finns listade i Catalogue of Life.